# Polistes diakonovi
Polistes diakonovi är en getingart som beskrevs av Kostylev 1940. Polistes diakonovi ingår i släktet pappersgetingar, och familjen getingar. Inga underarter finns listade i Catalogue of Life.